# Смітфілд (Вірджинія)
Смітфілд (англ. Smithfield) — місто (англ. town) в США, в окрузі Айл-оф-Вайт штату Вірджинія. Населення — 8533 особи (2020).

## Географія
Смітфілд розташований за координатами 36°58′19″ пн. ш. 76°36′47″ зх. д. / 36.97194° пн. ш. 76.61306° зх. д. (36.971873, -76.612997).  За даними Бюро перепису населення США в 2010 році місто мало площу 26,92 км², з яких 24,55 км² — суходіл та 2,37 км² — водойми.

## Демографія
Згідно з переписом 2010 року, у місті мешкало 8089 осіб у 3138 домогосподарствах у складі 2331 родини. Густота населення становила 300 осіб/км².  Було 3323 помешкання (123/км²).
Расовий склад населення:
| - 67,2 % — білих - 28,7 % — чорних або афроамериканців - 0,9 % — азіатів - 0,4 % — корінних американців - 0,1 % — вихідців з тихоокеанських островів |

До двох чи більше рас належало 2,2 %. Частка іспаномовних становила 2,2 % від усіх жителів.
За віковим діапазоном населення розподілялося таким чином: 24,1 % — особи молодші 18 років, 60,7 % — особи у віці 18—64 років, 15,2 % — особи у віці 65 років та старші. Медіана віку мешканця становила 42,3 року. На 100 осіб жіночої статі у місті припадало 91,3 чоловіків;  на 100 жінок у віці від 18 років та старших — 83,9 чоловіків також старших 18 років.
Середній дохід на одне домашнє господарство  становив 75 324 долари США (медіана — 66 004), а середній дохід на одну сім'ю — 88 799 доларів (медіана — 83 657). Медіана доходів становила 66 083 долари для чоловіків та 42 292 долари для жінок. За межею бідності перебувало 16,5 % осіб, у тому числі 27,3 % дітей у віці до 18 років та 12,6 % осіб у віці 65 років та старших.
Цивільне працевлаштоване населення становило 3603 особи. Основні галузі зайнятості: виробництво — 25,3 %, освіта, охорона здоров'я та соціальна допомога — 19,9 %, науковці, спеціалісти, менеджери — 13,4 %, публічна адміністрація — 7,6 %.